# Marwari (caballo)
El caballo Marwari es una raza de caballo de la región histórica de Marwar (India). Son caballos de aspecto parecido al caballo árabe, muy valientes y tradicionalmente usados como caballos de guerra. Tienen las orejas curvadas hacia dentro y se presentan en todos los pelajes.

## Características

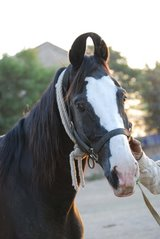
Orejas características del caballo Marwari. Curvadas hacia dentro, una contra la otra. Las puntas se llegan a tocar.

Los caballos Marwari son de una altura de 152-163 cm por término medio. Los animales de diferentes regiones presentan alturas muy variables que van desde los 142 cm hasta los 173 cm. El perfil de la cabeza es recto, similar al de un silla americano. Las orejas son relativamente largas y giradas hacia dentro, con las puntas en contacto. El cuello es esbelto y alargado, arraigado en un pecho ancho y con los hombros bastante rectos. Generalmente, el dorso es alargado y la grupa caída. Las extremidades son más bien delgadas. Los uñas son pequeñas y bien formadas. 
Los pelajes son muy variados. Aparte de los cuatro "fundamentales" (negro, moreno, castaño y sor), pueden ser diluidos crema simples (palomino, bayo, crema,...) o dobles (crema, perla, negro-crema, pardo-crema). También hay pelajes manchados. Todos los pelajes anteriores, si el caballo tiene en su genoma un "patrón" manchado, presentan manchas blancas añadidas. 
En igualdad de condiciones los caballos liarts son los más preciados, seguidos de los manchados. Las marcas blancas singulares, las manchas blancas en la cara o Bausan, se consideran de buen augurio. Contrariamente (según fuentes no confirmadas) los pelajes negros se asocian con la mala suerte. Los caballos con pelajes "blancos" parece que no se admiten en el libro genealógico de la raza, un contrasentido seguramente iniciado en épocas anteriores en que se ignoraba muchos detalles de la genética de pelajes. Los pelajes "blancos" pueden ser diluidos crema homocigóticos (inevitables si la dilución crema es aceptada como de raza pura) o "manchados de blanco extremados" (menos fecuentes que los anteriores pero posibles entre los patrones manchados). La decisión de no admitir caballos "blancos" es menos comprensible aún, si se considera que los caballos "blancos" se crían expresamente en la India por motivos religiosos ("Ashvamedha").
Los caballos Marwari son resistentes y frugales. De una gran rusticidad, pueden criarse sin cuidados especiales con una alimentación reducida. En cuanto al carácter, su valentía proverbial a menudo va asociada con un temperamento difícil.
Los Marwari son muy parecidos a los Kathiawaris, otra raza de la India, con la que comparten historia y características (físicas y psíquicas). Las diferencias físicas se limitan a la altura, menor en los Kathiawaris, y pequeños detalles faciales ya que el Kathiawari tiende a tener la cabeza similar al Árabe. El origen geográfico es diferente.
Los Marwari tienen, generalmente, una paso amblador natural llamado revaal, aphcal, oro rehwal. Los criadores de Marwari se fijan mucho en los remolinos del pelaje. Consideran que su forma y posición indican cualidades o defectos ocultos. Los caballos con remolinos largos al cuello los llaman devman y los que tienen remolinos espirales por debajo de los ojos anusudhal. Los primeros se suponen beneficiosos y los otros todo lo contrario. Los remolinos en las articulaciones del tobillo, por encima de la cuartilla, se consideran portadores de victoria. Algunas partes del caballo deben tener las proporciones correctas, basadas en la anchura de un dedo (evaluada en 5 granos de cebada).

## Historia
Los Marwari son nativos de India, específicamente de la región de Marwar. También se cree que pueden tener una antigua ascendencia de caballos árabes y caballos de mongolia. Uno de los ejemplares más famosos de la raza fue Chetak o Cetak, el estalón "azul", que salvó la vida a su dueño en una batalla.
En 1999 el gobierno de India prohibió la exportación de cualquier raza nativa de la India, debido a que cada vez había menos ejemplares puros tanto de Marwaris como Kathiawaris. La mayoría eran cruces pobres entre Árabes o entre Marwaris y Kathiawaris y dado a esto la raza estuvo al borde de la extinción.
Actualmente se han importado 21 caballos de esta raza ya que hasta el 2006 el gobierno de India permitía su exportación bajo licencia.
Hoy en día se encuentran muy pocos ejemplares fuera del país, solo unos pocos están en Francia y España y los descendientes de los 21 caballos exportados se encuentran en Estados Unidos.

## Aptitudes y usos
El Marwari nació como caballo de guerra, los cuales antiguamente usaban trompas de elefante falsas como parte de su equipo para combatir.
A pesar de tratarse de un caballo de silla, el Marwari se usa como caballo de carga, de tiro ligero y en otros trabajos agrícolas. Por su capacidad de aprendizaje y una tendencia a exhibirse esta raza es muy adecuada para la doma clásica. A menudo se usan para la práctica del polo. En fiestas locales, ceremonias y bodas es frecuente ver caballos Marwari profusamente adornados que "bailan" al son de la música. De hecho son adiestrados para esta tarea. Había una subraza, la Natchni, actualmente extinta, supuestamente "nacida para bailar".
Por su resistencia y versatilidad también son usados para Endurance,son ligeros y rápidos. Debido a que es una raza que tiene mucha energía y resiste altas temperaturas, además se adaptan muy bien a todo tipo de terrenos.